# Regierung Deakin I
Die Regierung Deakin I war die zweite Regierung des Commonwealth of Australia. Sie amtierte vom 24. September 1903 bis zum 27. April 1904.
Premierminister Edmund Barton trat am 23. September 1903 zurück und wurde Richter am High Court of Australia. Die neue Regierung wurde vom bisherigen Generalstaatsanwalt Alfred Deakin geführt, der auch das Außenministerium übernahm. Die meisten Minister gehörten bereits der Regierung Barton an. Richard O’Connor war nicht mehr in der neuen Regierung vertreten, neu in der Regierung waren Austin Chapman und Thomas Playford.
Alle Minister gehörten der Protectionist Party an, die Schutzzölle zum Schutz der heimischen Industrie befürwortete. Bei der Parlamentswahl im März 1901 wurde die Protectionist Party mit 31 von 75 Sitzen stärkste Partei im Repräsentantenhaus, war jedoch auf die Unterstützung der Labour Party angewiesen. Bei der Parlamentswahl im Dezember 1903 verloren die Protektionisten 5 Sitze, blieben jedoch mit 26 Sitzen die stärkste Partei im Repräsentantenhaus, Labour gewann 7 Sitze hinzu, blieb mit 22 Sitzen die drittstärkste Fraktion. Ursache für das Ende der Regierung war der Streit um den conciliation and arbitration bill eine Schlichtung und Schiedsgerichtsbarkeit in Arbeitsfragen, der im März 1904 ins Parlament eingebracht wurde, jedoch von der Labour Partei um die Staatsangestellten erweitert wurde. Daraufhin reichte Deakin seinen Rücktritt ein und bat den Generalgouverneur Lord Northcote, den Vorsitzenden der Labour Partei, Chris Watson, mit der Bildung der neuen Regierung zu beauftragen.

## Ministerliste
| Amt                                 | Minister        | Amtszeit                            | Bild |
| ----------------------------------- | --------------- | ----------------------------------- | ---- |
| Premierminister und Außenminister   | Alfred Deakin   | 24. September 1903 – 27. April 1904 |      |
| Minister für Handel und Zölle       | William Lyne    | 24. September 1903 – 27. April 1904 |      |
| Schatzminister                      | George Turner   | 24. September 1903 – 27. April 1904 |      |
| Innenminister                       | John Forrest    | 24. September 1903 – 27. April 1904 |      |
| Generalstaatsanwalt                 | James Drake     | 24. September 1903 – 27. April 1904 |      |
| Generalpostmeister                  | Philip Fysh     | 24. September 1903 – 27. April 1904 |      |
| Verteidigungsminister               | Austin Chapman  | 24. September 1903 – 27. April 1904 |      |
| Vizepräsident des Executive Council | Thomas Playford | 24. September 1903 – 27. April 1904 |      |